# District d'Entlebuch
Pour les articles homonymes, voir Entlebuch (homonymie).
1798–2012
Entités suivantes :
- Arrondissement électoral d'Entlebuch

Le district d'Entlebuch est un ancien district du canton de Lucerne, en Suisse, jusqu'au 31 décembre 2012. 

## Communes
Le district comptait 8 communes pour une superficie de 410,13 km2 et une population de 18 443 habitants.
- Doppleschwand
- Entlebuch
- Escholzmatt-Marbach
- Flühli
- Hasle
- Romoos
- Schüpfheim
- Werthenstein